# マイケル・ムーアの世界侵略のススメ
『マイケル・ムーアの世界侵略のススメ』（マイケル・ムーアのせかいしんりゃくのススメ、原題：Where to Invade Next）は、マイケル・ムーアの脚本、監督による2015年のアメリカのドキュメンタリー映画。マイケル・ムーアがいろいろな国に侵略し、アメリカを悩ませている社会・経済的な問題を解決するためのヒントを盗んで持ち帰る、という形式をとる
。侵略したのはイタリア、フランス、フィンランド、スロベニア、ドイツ、ポルトガル、ノルウェー、チュニジア、そしてアイスランド。マイケル・ムーアにより6年ぶりに制作された作品である。批評家から概ね肯定的な評価を受けた。

## あらすじ
第二次世界大戦には勝利したものの、その後アメリカが戦争で勝ったためしがない。朝鮮、ベトナム、レバノン、アフガン、イラク、シリア、イエメン…。アメリカ国防総省からアドバイスを求められたマイケル・ムーアは、部隊をいったん引き上げて兵士たちを休ませよ。かわりに私を派遣せよ、と答えた。ムーアは航空母艦に乗り込み、最初の侵略国イタリアを目指した。
イタリアでは8週間の有給休暇と長い産前産後休業とともに、家に帰ってゆっくり家族と食事を楽しむランチタイムを盗んだ。ラルディーニ社やドゥカティ社の基本的ポリシー、「会社の利益と職員の福利厚生は両立する」もいただいた。
フランスでは小学校の給食を弁当箱につめて持ち帰った。シェフがテーブルまで運んでくるコース料理である。まるで「王様の食卓」だ。それと、高校で使われている性教育の教科書「楽しいセックス」もゲットした。テキサス州やユタ州では性教育をせず高校生に「禁欲」を求めるがその結果はフランスの何倍も高い10代の妊娠率と性感染症の罹患率だ。
フィンランドでは文部大臣を直撃し生徒の学力が世界一になった秘密にせまった。なんと「宿題の廃止」、「少ない授業時間」、「選択式ではなくすべて記述式のテスト」そして「全国統一テストの廃止」であった。私立学校はほぼない。どのような家庭の子どもも原則として自宅に近い公立校に通う。
次の国はスロバキア、ではなくスロベニア。この国では学生に「借金」を背負わせない。世界に22ある大学の授業料が無料の国のひとつ。政府は授業料の有料化を試みているが、学生たちは一致団結して抵抗している。
ドイツ人はかつてユダヤ人などを迫害、虐殺したことに深い罪の意識を持ち、決して忘れまいと努力している。それにたいしアメリカ人は、先住民を大虐殺し、黒人奴隷を犠牲にして建国したことへの反省が足りない。アメリカ人もドイツ人と同じように自分の邪悪な面を認め、罪の償いをすれば、自分自身を高め、他人のためによい行いができるはずだ。
ポルトガルでは過去15年間、ドラッグ使用による逮捕者はゼロ。ドラッグは違法ではないからだ。ただし、ポルトガル人は言う。ドラッグを合法化するだけではダメだ。社会の柱とすべきは「個人の尊厳を守ること」だ。アメリカのように死刑制度がある限り個人の尊厳が守られることはない。
罪をゆるす国、ノルウェー。リゾート地の別荘のような解放型の刑務所。殺人犯が料理の腕をふるうキッチンにはナイフがたくさんあるが、看守は銃も警棒も持っていない。家族が殺されても、犯人に復讐するとか、仇をとるという発想がない。死刑はなく、もっとも重い罰は懲役21年。殺人事件の発生率は世界一低い。
北アフリカの小さな国チュニジアでは2011年のジャスミン革命で独裁者を追い出し、民主的な政権が誕生した。しかしこの政権は女性の権利を排除したため女性たちは立ち上がり、男女が平等となるように憲法を変えさせ、政権を交代させた。今や、人工妊娠中絶の費用まで国が負担している。
1975年、90％の女性が仕事を放棄しストライキを行った国、アイスランド。1980年には世界ではじめて女性大統領が誕生した。2008年の世界金融危機では3大銀行が破綻し、唯一黒字だったのは女性が経営する銀行だった。破綻した銀行は救済されず70人以上の銀行家が起訴され、有罪となった。金融上の決断を女性に委ね、経済を完全に回復させた。女性には世界を救う力がある。
最後にベルリン。冷戦中は永遠だと思われていた壁がハンマーとノミで泡と消えた。黒人のネルソン・マンデラが南アフリカの大統領になった。今や同性結婚はアメリカのどの州でも合法だ。なんでもアリだな。侵略の戦利品を振り返ると、タダで大学に通うこと、バカンス、労働組合、罰のない刑務所、死刑廃止、男女平等運動、ぜんぶアメリカ生まれだった…

## 製作
ムーアによれば、この作品は極秘に製作された。3つの大陸で少数のクルーにより撮影された。

## 評価
この作品は、批評家ノエル・マーレイから好意的に評価された。
この10年以上の期間でムーアの最高傑作だろう。これで彼の長所がはっきりした。この作品をみれば、『キャピタリズム～マネーは踊る～』（2009）がなぜつまらなかったかが説明できる。
レビュー集計サイトロッテントマトによると、169件のレビューのうち78％が肯定的で、平均評価は6.7/10。同サイトは、「ドキュメンタリアン、マイケル・ムーアが、ちょっと一方的だが大胆かつ精力的に進歩的な政治にアプローチしている」と評している。 メタクリティックでは、33人の批評家から63/100の評価を得ており、「概ね好意的な評価」といえる。 2015年12月1日、アカデミー長編ドキュメンタリー映画賞の候補15本のうちの1本に選ばれたが、最終的にはノミネートされなかった。